# 片側交互通行

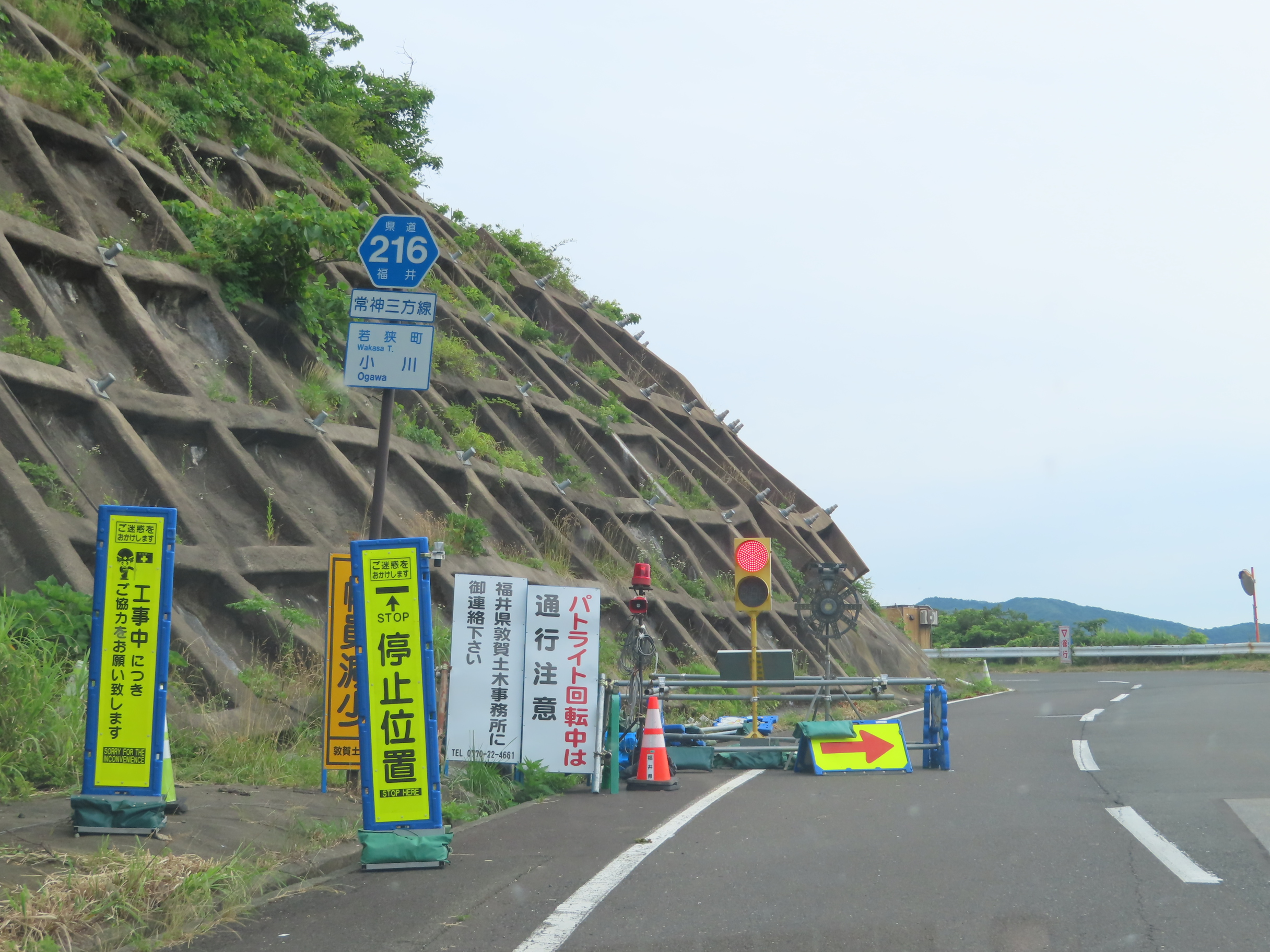
仮設の信号機により片側交互通行をしている例（福井県三方上中郡若狭町）

片側交互通行（かたがわこうごつうこう）とは、路上において幅員不足により自動車の離合が不可能な際に、道路の片側（1車線のみ）を通行させる臨時の交通規制。通称、片交（かたこう）。なお、常時の交互通行についても記す。

## 概要
片側交互通行においては、一方通行ではないため、双方向に向かう車両を時間帯を区切って交互に通行させる。この方向切り替えは、警察官や交通誘導員による手動のものと信号機による自動のものがある。警察や公安委員会が直接関わらない場合、指示に従わないことそのものが違法になるわけではないが、そのために何か起きた場合は通常の信号無視等と同様に責任を問われる（事故が起きた時の過失割合が高くつく等）こととなる。
実施される理由としては路上あるいは道路に面した場所における工事によるものが一般的だが、事故や災害等により道路が危険になったために実施される場合もある。また同じ理由で本来の道路が通行止めになった際に利用される仮設迂回路で実施される場合（例:豊浜トンネル崩落に際し先代豊浜隧道を利用）もある。

## 常時の交互通行
交互通行そのものは、道路そのものの幅員不足により常時行なわれる個所がある。信号機により自動的に通行方向を指示することが多い。これは隧道や橋において特に多かったが現在ではその多くが代替わりして対面通行可能なものになっておりその数を減らしている。